# 萨尔费尔德-鲁多尔施塔特县
萨尔费尔德-鲁多尔施塔特县（Landkreis Saalfeld-Rudolstadt）是德国图林根州南部的一个县，县治萨尔费尔德。